# Francesco Vaccà Berlinghieri

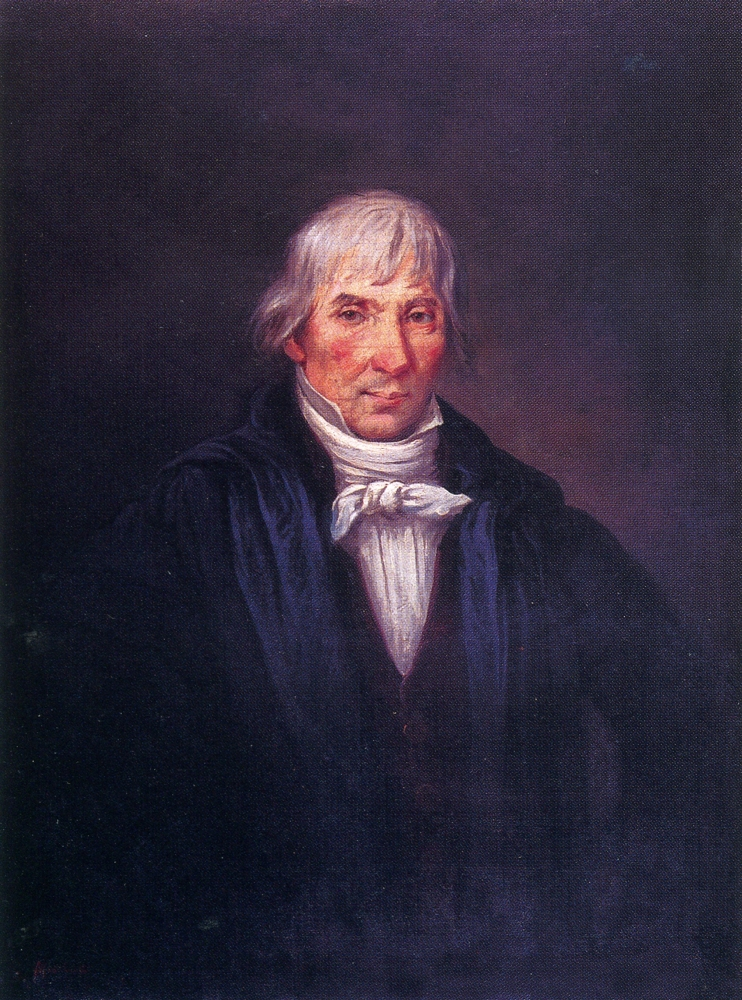
D. Martinelli, Ritratto di Francesco Vaccà Berlinghieri. Pisa, Palazzo alla Giornata

Francesco Vaccà Berlinghieri (Ponsacco, 1732 – Montefoscoli, 6 ottobre 1812) è stato un chirurgo italiano,  medico condotto a Buti ed a Ponsacco ed in seguito professore alla cattedra di Istituzioni Chirurgiche presso l’Università di Pisa.

## Biografia
Francesco Vaccà Berlinghieri era figlio di Giovanni Andrea Vaccà medico condotto e di Costanza Berlinghieri, nobildonna e proprietaria terriera.
Laureatosi a Pisa alla facoltà di Medicina, nel 1766 divenne docente di Istituzioni chirurgiche nell'Ateneo pisano. Nello stesso periodo gli fu offerta la carica di medico personale del Re di Polonia ma fu costretto a rinunciare per assistere il padre ottuagenario.
Fu padre di Leopoldo Vaccà Berlinghieri, Giuseppe Vaccà Berlinghieri, ed Andrea Vaccà Berlinghieri.
Nel 1799, poiché aveva da sempre manifestato posizioni filo-francesi, fu posto sotto processo e fu costretto a lasciare Montefoscoli ottenendo di risiedere a Pisa presso la famiglia Bernardi, senza, però, poter uscire di casa.
Nella sua residenza in Montefoscoli è stata realizzata una casa-museo dove sono esposti, oltre a trattati di medicina in varie lingue, gli antichi ferri chirurgici appartenuti alla famiglia Vaccà.

## Opere
- Della nutrizione accrescimento decrescimento e morte senile del corpo umano, Pisa, 1762
- Considerazioni intorno alle malattie dette volgarmente putride, Lucca, 1781
- Elementi di fisica del corpo umano in stato di salute , Pisa, 1783
- Lettere fisico-mediche, Pisa, 1790
- Saggio intorno alle principali e più frequenti malattie del corpo umano, Pisa, 1799
- Codice elementare di medicina pratica sanzionato dall'esperienza per conoscere e curare i mali particolari del corpo umano, Venezia 1800
- Meditazioni sull'uomo malato e sulla nuova dottrina medica di Brown, Venezia, 1801
- Idee di fisiologia medica presentate ai suoi scolari, Venezia, 1801
- La filosofia della Medicina, Venezia, 1801